# 埴科郡
埴科郡（日语：／ Hanishina gun */?）為長野縣的一郡。
現管轄有以下1町。
- 坂城町